# Target Grand Prix 2001
Target Grand Prix 2001 var ett race som var den tolfte deltävlingen i CART World Series 2001. Racet kördes den 29 juli på Chicago Motor Speedway, och det vanns av Kenny Bräck. Det var Bräcks tredje seger för säsongen, och stärkte hans mästerskapsledning.

## Slutresultat
| Plats | Förare               | Team                     | Grid | Kvaltid |
| ----- | -------------------- | ------------------------ | ---- | ------- |
| 1     | Kenny Bräck          | Team Rahal               | 8    | 23,340  |
| 2     | Patrick Carpentier   | Forsythe Racing          | 9    | 23,371  |
| 3     | Gil de Ferran        | Marlboro Team Penske     | 12   | 23,458  |
| 4     | Scott Dixon          | PacWest Racing           | 19   | 23,568  |
| 5     | Memo Gidley          | Chip Ganassi Racing      | 4    | 23,221  |
| 6     | Alex Tagliani        | Forsythe Racing          | 14   | 23,471  |
| 7     | Hélio Castroneves    | Marlboro Team Penske     | 2    | 23,148  |
| 8     | Tony Kanaan          | Mo Nunn Racing           | 1    | 23,145  |
| 9     | Alex Zanardi         | Mo Nunn Racing           | 5    | 23,315  |
| 10    | Adrián Fernández     | Fernández Racing         | 3    | 23,203  |
| 11    | Tora Takagi          | Walker Racing            | 18   | 23,539  |
| 12    | Paul Tracy           | Team KOOL Green          | 22   | 23,742  |
| 13    | Max Papis            | Team Rahal               | 25   | 23,984  |
| 14    | Jimmy Vasser         | Patrick Racing           | 6    | 23,317  |
| 15    | Dario Franchitti     | Team KOOL Green          | 10   | 23,395  |
| 16    | Shinji Nakano        | Fernández Racing         | 16   | 23,501  |
| 17    | Bruno Junqueira      | Chip Ganassi Racing      | 11   | 23,409  |
| 18    | Oriol Servià         | Sigma Autosport          | 21   | 23,678  |
| 19    | Cristiano da Matta   | Newman/Haas Racing       | 20   | 23,592  |
| 20    | Roberto Moreno       | Patrick Racing           | 7    | 23,327  |
| 21    | Bryan Herta          | Zakspeed/Forsythe Racing | 15   | 23,498  |
| 22    | Maurício Gugelmin    | PacWest Racing           | 13   | 23,459  |
| 23    | Michel Jourdain Jr.  | Herdez Bettenhausen      | 23   | 23,805  |
| 24    | Michael Andretti     | Team Motorola            | 17   | 23,513  |
| 25    | Christian Fittipaldi | Newman/Haas Racing       | 24   | 23,957  |